# An Černe
An Černe, slovenski flavtist makedonskega rodu, * 2002, Makedonija
Odraščal je v Divači, kjer je obiskoval OŠ Dr. Bogomirja Magajne. Rojen v glasbeno družino je že kot otrok imel tesen stik z glasbo. Njegov oče, Danijel Černe, član skupine Terrafolk, je z njim muziciral in razvijal njegovo glasbeno razumevanje. Kmalu ga je navdušila flavta, katere se je pri sedmih letih začel učiti v glasbeni šoli Sežana pri profesorici Mariji Maretić-Hiršter.  Na Konservatoriju za glasbo in balet v Ljubljani so bili njegovi profesorji Milena Lipovšek, Irena Kavčič in Irena Rovtar. Tudi sam je član zasedbe Terrafolk, v kateri poleg flavte igra tudi violino in poje. Je član organizacijske ekipe in zasedbe Glasba mladih, kjer že nekaj let prirejajo in izvajajo koncerte novitet slovenskih mladih skladateljev. 

## Študij in dosežki
Šolanje je po GŠ Sežana nadaljeval na Konservatoriju za glasbo in balet Ljubljana v razredu prof. Milene Lipovšek. Njegovi mentorici sta bili tudi prof. Irena Kavčič in prof. Irena Rovtar med drugim letom glasbene gimnazije. Udeležil se je mojstrskih in poletnih tečajev, ki so jih vodili Philippe Bernold, Hansgeorg Schmeiser, Paolo Taballione, Adriana Ferreira, Pierre-Yves Artaud, Martin Belič, Karl-Heinz Schutz. Leta 2019 je na turneji s Pihalnim orkestrom Konservatorija nastopil v Beogradu, Grčiji in Makedoniji. Od leta 2021 se izobražuje na Visoki šoli za glasbo »Hanns Eisler« v Berlinu, kjer je sprva študiral pri renomiranem profesorju in flavtistu solistu Benoitu Fromangerju in nato pri prof. Renate Greiss-Armin. Trenutno se izobražuje pod mentorstvom flavtista prof. Mathieuja Dufourja.
Na državnih in mednarodnih tekmovanjih dosega visoke nagrade in priznanja, med prepoznavnejšimi so tekmovanje »Anton Eberst« 2019 v Srbiji, kjer je prejel drugo mesto, Temsig 2019, kjer je zasedel prvo mesto in prejel 100 točk, prav tako leta 2017 na tekmovanju »Citta di Palmanova« v Italiji. Novembra 2019 je izvedel recital na magistratu v Ljubljani, ki je bil tudi predvajan na radiu ARS, v podkastu »Mladi virtuozi«.
Sodeloval je na delavnicah "Godalkanje", kjer je spoznaval različne glasbene zvrsti in se učil od strokovnjakov različnih glasbenih stilov s celega sveta. Nastopal je s priznanimi glasbeniki, kot so Vlatko Stefanovski, Luka Šulič, Bojan Cvetrežnik, Marko Hatlak, Kate Young, Claudia Schwab, Jean-Christophe Gairard in drugimi. V prostem času se tako posveča ljudski glasbi, v zadnjih letih s poudarkom na tradicionalnem romunskem violinskem repertoarju.
V sodelovanju z violinistko Ano Mezgec je za njeno avtorsko skladbo »Čutiš« leta 2022 posnel vokal in flavto. Oktobra 2021 je bil izbran, da kot flavtist sodeluje pri snemanju filma »Tár«, hollywoodskega režiserja Todda Fielda, pri katerem v glavni vlogi nastopa Cate Blanchett.

## Dejavnost
Pri šestih letih je v duetu z očetom Danijelom Černetom prvič nastopil na RTV Slovenija v oddaji Maria Galuniča. Še vedno koncertirata kot duo, nazadnje sta igrala na Suhorju, leta 2021 sta izvedla samostojni koncert v Kosovelovem domu v Sežani, leta 2019 na literarnem festivalu Pranger in pred tem pa na festivalih kot so Etno Histeria in Plavajoči Grad. 
An Černe je od leta 2016 je član skupine Terrafolk, s katero so leta 2017 nastopali v Angliji, zatem na festivalu Pannonica na Poljskem, v Srbiji na 1. festivalu »Sabor violinista Srbije«, Avstriji in drugod. 
V letih 2020 in 2021 je izvedel štiri delavnice o improvizaciji za otroke v osnovnih glasbenih šolah. Delavnice so namenjene integraciji medzvrstnih veščin npr. improvizacije, v učni načrt glasbenih šol. Otroci na delavnicah hkrati razvijajo tudi druga pomembna znanja, kot so občutek za glasbeno harmonijo, strukturo skladb, samozavest na odru.

## Festivali

### Festval otroškega petja Brinjevka
- 2011: "Čarodej" (Maja Gal Štromar, Danijel Černe, Avbelj) - 2. mesto žirije[12]
- 2012: "Super An" (Maja Gal Štromar, Danijel Černe) - 3. mesto žirije[13][14]
- 2014: "Naš planet" (Danijel Černe, Mitja Vrhovnik Smrekar) - 1. mesto občinstva in 2. mesto žirije[15]